# シチュエーションアウェアネス
シチュエーションアウェアネス（英: Situation Awareness / Situational Awareness）または気づきは、主に意識に関わる研究の文脈で使われる、もともと軍事の世界で生まれた概念だが、近年は自動運転など日常の判断・行動の場面でも適用が進んでいる。
人が何らかの情報にアクセスできて、その情報を行動のコントロールに利用できる状態のこと。
元アメリカ空軍の研究者マイカ・エンズリーによれば、シチュエーションアウェアネスは次の3つのレベルに分かれるとされる：
1. 知覚：何が起こっているのか知る。
2. 理解：どうして起きているのか理解する。
3. 予測：このままにするとどうなるのか予測する。